# Mannschaftskader des Cricket World Cup 1979
Dieser Artikel ist eine Übersicht der Mannschaftskader des Cricket World Cup 1979. Die Mannschaften sind alphabetisch sortiert.

## Erklärung der Daten
Es sind die folgenden Cricketstatistiken aufgeführt:
Batting
- Innings: Zahl der Innings, in denen der Batsman eingesetzt wurde.
- Runs: Gesamtzahl der vom Batsman erzielten Runs.
- Batting Average: Gesamtzahl der Runs, dividiert durch die Zahl der Innings, in denen der Batsman ausgeschieden ist.
- Highest Score (HS): Höchste vom Batsman in einem Innings erreichte Punktzahl. Ein Asterisk (*) bedeutet, dass der Batsman in dem Innings nicht ausschied.
- 100s: Innings, in denen der Batsman 100 oder mehr Runs erzielt hat.
- 50s: Innings, in denen der Batsman zwischen 50 und 99 Runs erzielt hat.

Bowling
- Overs: Zahl der absolvierten Over. Ein Over besteht aus sechs Bällen, bei dem Punkt handelt es sich also um keinen Dezimalpunkt.
- Maidens: Zahl der Over, in denen der Bowler keine Runs abgegeben hat.
- Wickets: Zahl der rausgeworfenen Batsmen.
- Best Bowling Index (BBI): Erfolgreichste Bowlingleistung. Dabei zählen zuerst die Wickets, 5/22 ist also erfolgreicher als 4/19.
- 5W: Zahl der Innings, in denen der Bowler mindestens fünf Wickets erreicht hat.
- Bowling Average: Gesamtzahl der abgegebenen Runs, dividiert durch die Anzahl der Wickets.

## Kader

### Australien
| Name              | Verein            | Innings | Runs | Batting Average | HS  | 100s | 50s | Overs | Maidens | Wickets | BBI  | 5W | Bowling Average |
| ----------------- | ----------------- | ------- | ---- | --------------- | --- | ---- | --- | ----- | ------- | ------- | ---- | -- | --------------- |
| Kim Hughes (K)    | Western Australia | 3       | 48   | 24,00           | 27* | 0    | 0   |       |         |         |      |    |                 |
| Allan Border      | Queensland        | 3       | 59   | 19,66           | 34  | 0    | 0   | 4     | 0       | 1       | 1/38 | 0  | 9.50            |
| Gary Cosier       | South Australia   | 2       | 6    | 3,00            | 6   | 0    | 0   | 27.2  | 4       | 5       | 3/54 | 0  | 19.00           |
| Rick Darling      | South Australia   | 3       | 51   | 17,00           | 25  | 0    | 0   |       |         |         |      |    |                 |
| Geoff Dymock      | Queensland        | 2       | 14   | 14,00           | 10  | 0    | 0   | 31    | 7       | 2       | 1/17 | 0  | 32.00           |
| Andrew Hilditch   | South Australia   | 3       | 143  | 47,66           | 72  | 0    | 1   |       |         |         |      |    |                 |
| Rodney Hogg       | South Australia   | 1       | 0    | 0,00            | 0   | 0    | 0   | 11    | 1       | 1       | 1/25 | 0  | 51.00           |
| Alan Hurst        | Victoria          | 2       | 6    |                 | 3*  | 0    | 0   | 32    | 6       | 7       | 5/21 | 1  | 17.00           |
| Trevor Laughlin   | Victoria          | 1       | 8    | 8,00            | 8   | 0    | 0   | 9.1   | 0       | 2       | 2/38 | 0  | 19.00           |
| Jeff Moss         | Victoria          | 1       | 7    | 7,00            | 7   | 0    | 0   |       |         |         |      |    |                 |
| Graeme Porter     | Western Australia | 1       | 3    | 3,00            | 3   | 0    | 0   | 18    | 5       | 3       | 2/13 | 0  | 11.00           |
| Kevin Wright (wk) | Western Australia | 2       | 29   | 14,50           | 23  | 0    | 0   |       |         |         |      |    |                 |
| Graham Yallop     | Victoria          | 3       | 60   | 30,00           | 37  | 0    | 0   | 8     | 0       | 0       |      | 0  |                 |

### England
| Name              | Verein           | Innings | Runs | Batting Average | HS  | 100s | 50s | Overs | Maidens | Wickets | BBI  | 5W | Bowling Average |
| ----------------- | ---------------- | ------- | ---- | --------------- | --- | ---- | --- | ----- | ------- | ------- | ---- | -- | --------------- |
| Mike Brearley (K) | Middlesex        | 5       | 161  | 32,20           | 64  | 0    | 2   |       |         |         |      |    |                 |
| Ian Botham        | Somerset         | 4       | 65   | 21,66           | 22  | 0    | 0   | 53    | 13      | 6       | 2/38 | 0  | 28.00           |
| Geoffrey Boycott  | Yorkshire        | 5       | 92   | 23,00           | 57  | 0    | 1   | 27    | 1       | 5       | 2/14 | 0  | 18.80           |
| Phil Edmonds      | Middlesex        | 2       | 7    | 7,00            | 5*  | 0    | 0   | 26    | 3       | 3       | 2/40 | 0  | 24.33           |
| Graham Gooch      | Essex            | 5       | 210  | 52,50           | 71  | 0    | 2   | 8     | 1       | 0       |      | 0  |                 |
| David Gower       | Leicestershire   | 4       | 50   | 16,66           | 27  | 0    | 0   |       |         |         |      |    |                 |
| Mike Hendrick     | Derbyshire       | 2       | 1    | 1,00            | 1*  | 0    | 0   | 56    | 14      | 10      | 4/15 | 0  | 14.90           |
| Wayne Larkins     | Northamptonshire | 2       | 7    | 3,50            | 7   | 0    | 0   | 2     | 0       | 0       |      | 0  |                 |
| Geoff Miller      | Derbyshire       |         |      |                 |     |      |     | 2     | 1       | 0       |      | 0  |                 |
| Chris Old         | Yorkshire        | 3       | 2    | 0,66            | 2   | 0    | 0   | 58    | 10      | 9       | 4/8  | 0  | 17.44           |
| Derek Randall     | Nottinghamshire  | 5       | 64   | 16,00           | 42* | 0    | 0   |       |         |         |      |    |                 |
| Bob Taylor (wk)   | Derbyshire       | 3       | 32   | 16,00           | 20* | 0    | 0   |       |         |         |      |    |                 |
| Bob Willis        | Warwickshire     | 2       | 25   | 25,00           | 24  | 0    | 0   | 44.3  | 8       | 7       | 4/11 | 0  | 15.57           |

### Indien
| Name                         | Verein     | Innings | Runs | Batting Average | HS  | 100s | 50s | Overs | Maidens | Wickets | BBI  | 5W | Bowling Average |
| ---------------------------- | ---------- | ------- | ---- | --------------- | --- | ---- | --- | ----- | ------- | ------- | ---- | -- | --------------- |
| Srinivas Venkataraghavan (K) | Tamil Nadu | 3       | 23   | 23,00           | 13* | 0    | 0   | 36    | 3       | 0       |      | 0  |                 |
| Mohinder Amarnath            | Delhi      | 3       | 16   | 5,33            | 8   | 0    | 0   | 31.3  | 4       | 4       | 3/40 | 0  | 28.50           |
| Bishan Singh Bedi            | Delhi      | 3       | 19   | 9,50            | 13  | 0    | 0   | 36    | 3       | 0       |      | 0  |                 |
| Anshuman Gaekwad             | Baroda     | 3       | 54   | 18,00           | 33  | 0    | 0   |       |         |         |      |    |                 |
| Sunil Gavaskar               | Mumbai     | 3       | 89   | 29,66           | 55  | 0    | 1   |       |         |         |      |    |                 |
| Karsan Ghavri                | Mumbai     | 3       | 35   | 11,66           | 20  | 0    | 0   | 32    | 3       | 0       |      | 0  |                 |
| Kapil Dev                    | Haryana    | 3       | 53   | 17,66           | 25  | 0    | 0   | 33    | 6       | 2       | 1/46 | 0  | 68.50           |
| Surinder Khanna (wk)         | Delhi      | 3       | 17   | 5,66            | 10  | 0    | 0   |       |         |         |      |    |                 |
| Brijesh Patel                | Karnataka  | 3       | 63   | 21,00           | 38  | 0    | 0   |       |         |         |      |    |                 |
| Dilip Vengsarkar             | Mumbai     | 3       | 44   | 14,66           | 36  | 0    | 0   |       |         |         |      |    |                 |
| Gundappa Viswanath           | Karnataka  | 3       | 106  | 35,33           | 75  | 0    | 1   |       |         |         |      |    |                 |

### Kanada
| Name                     | Verein    | Innings | Runs | Batting Average | HS | 100s | 50s | Overs | Maidens | Wickets | BBI  | 5W | Bowling Average |
| ------------------------ | --------- | ------- | ---- | --------------- | -- | ---- | --- | ----- | ------- | ------- | ---- | -- | --------------- |
| Bryan Mauricette (K, wk) | Toronto   | 3       | 20   | 6,66            | 15 | 0    | 0   |       |         |         |      |    |                 |
| Charles Baksh            | Winnipeg  | 1       | 0    | 0,00            | 0  | 0    | 0   |       |         |         |      |    |                 |
| Robert Callender         | Montréal  | 2       | 0    | 0,00            | 0  | 0    | 0   | 9     | 1       | 1       | 1/14 | 0  | 26.00           |
| Christopher Chappell     | Toronto   | 3       | 38   | 12,66           | 19 | 0    | 0   |       |         |         |      |    |                 |
| Franklyn Dennis          | Toronto   | 3       | 47   | 15,66           | 25 | 0    | 0   |       |         |         |      |    |                 |
| Cornelius Henry          | Ottawa    | 2       | 6    | 6,00            | 5  | 0    | 0   | 15    | 0       | 2       | 2/27 | 0  | 26.50           |
| Tariq Javed              | Ottawa    | 3       | 15   | 5,00            | 8  | 0    | 0   | 0     | 0       | 0       | 0/0  | 0  | 00.00           |
| Cecil Marshall           | Ottawa    | 0       | 0    | 00,00           | 0  | 0    | 0   |       |         |         |      |    |                 |
| Jitendra Patel           | London    | 3       | 3    | 1,00            | 2  | 0    | 0   | 15.1  | 0       | 0       |      | 0  |                 |
| Glenroy Sealy            | Toronto   | 3       | 73   | 24,33           | 45 | 0    | 0   | 6     | 0       | 0       |      | 0  |                 |
| Martin Stead             | Vancouver | 2       | 10   | 5,00            | 10 | 0    | 0   | 4.5   | 0       | 0       |      | 0  |                 |
| John Valentine           | Ottawa    | 2       | 3    |                 | 3* | 0    | 0   | 19    | 5       | 3       | 1/18 | 0  | 22.00           |
| John Vaughan             | Ottawa    | 3       | 30   | 10,00           | 29 | 0    | 0   | 11    | 1       | 0       |      | 0  |                 |

### Neuseeland
| Name             | Verein             | Innings | Runs | Batting Average | HS  | 100s | 50s | Overs | Maidens | Wickets | BBI  | 5W | Bowling Average |
| ---------------- | ------------------ | ------- | ---- | --------------- | --- | ---- | --- | ----- | ------- | ------- | ---- | -- | --------------- |
| Mark Burgess (K) | Auckland           | 2       | 45   | 22,50           | 35  | 0    | 0   |       |         |         |      |    |                 |
| Lance Cairns     | Otago              | 3       | 17   | 5,66            | 14  | 0    | 0   | 47.5  | 4       | 7       | 3/36 | 0  | 25.14           |
| Ewen Chatfield   | Wellington         | 1       | 3    |                 | 3*  | 0    | 0   | 11    | 0       | 1       | 1/45 | 0  | 45.00           |
| Jeremy Coney     | Wellington         | 2       | 47   | 23,50           | 36  | 0    | 0   | 31    | 0       | 3       | 2/40 | 0  | 40.00           |
| Bruce Edgar      | Wellington         | 3       | 113  | 56,50           | 84* | 0    | 1   |       |         |         |      |    |                 |
| Richard Hadlee   | Canterbury         | 2       | 57   | 28,50           | 42  | 0    | 0   | 45    | 11      | 5       | 2/20 | 0  | 23.40           |
| Geoff Howarth    | Auckland           | 2       | 70   | 70,00           | 63* | 0    | 1   |       |         |         |      |    |                 |
| Warren Lees (wk) | Otago              | 2       | 28   | 14,00           | 23  | 0    | 0   |       |         |         |      |    |                 |
| Brian McKechnie  | Otago              | 2       | 17   |                 | 13* | 0    | 0   | 45.5  | 4       | 9       | 3/24 | 0  | 15.66           |
| John Morrison    | Wellington         | 1       | 11   | 11,00           | 11  | 0    | 0   | 8     | 0       | 0       |      | 0  |                 |
| Warren Stott     | Auckland           |         |      |                 |     |      |     | 12    | 1       | 3       | 3/48 | 0  | 16.00           |
| Gary Troup       | Auckland           | 1       | 3    |                 | 3*  | 0    | 0   | 32    | 3       | 4       | 2/36 | 0  | 26.00           |
| Glenn Turner     | Otago              | 4       | 176  | 88,00           | 83* | 0    | 1   |       |         |         |      |    |                 |
| John Wright      | Northern Districts | 4       | 166  | 41,50           | 69  | 0    | 1   |       |         |         |      |    |                 |

### Pakistan
| Name            | Verein                          | Innings | Runs | Batting Average | HS  | 100s | 50s | Overs | Maidens | Wickets | BBI  | 5W | Bowling Average |
| --------------- | ------------------------------- | ------- | ---- | --------------- | --- | ---- | --- | ----- | ------- | ------- | ---- | -- | --------------- |
| Asif Iqbal (K)  | Karachi                         | 3       | 129  | 43,00           | 61  | 0    | 2   | 47    | 5       | 9       | 4/56 | 0  | 17.44           |
| Zaheer Abbas    | Karachi                         | 4       | 148  | 37,00           | 93  | 0    | 1   |       |         |         |      |    |                 |
| Sikander Bakht  | Karachi                         | 2       | 3    | 3,00            | 2   | 0    | 0   | 41    | 10      | 7       | 3/32 | 0  | 15.42           |
| Wasim Bari (wk) | Karachi                         | 2       | 26   | 13,00           | 17  | 0    | 0   |       |         |         |      |    |                 |
| Imran Khan      | Pakistan International Airlines | 3       | 42   | 42,00           | 21* | 0    | 0   | 42.1  | 7       | 5       | 2/29 | 0  | 24.60           |
| Majid Khan      | Rawalpidi                       | 4       | 150  | 37,50           | 81  | 0    | 2   | 47    | 8       | 7       | 3/27 | 0  | 16.71           |
| Javed Miandad   | Habib Bank Limited              | 3       | 46   | 15,33           | 46  | 0    | 0   |       |         |         |      |    |                 |
| Sadiq Mohammad  | Karachi                         | 4       | 104  | 34,66           | 57* | 0    | 1   |       |         |         |      |    |                 |
| Sarfraz Nawaz   | Lahore                          | 1       | 12   | 12,00           | 12  | 0    | 0   | 22    | 2       | 4       | 3/26 | 0  | 24.25           |
| Mudassar Nazar  | Lahore                          | 3       | 3    | 1,50            | 2   | 0    | 0   | 38    | 5       | 1       | 1/31 | 0  | 122.00          |
| Wasim Raja      | Lahore                          | 2       | 39   | 19,50           | 21  | 0    | 0   |       |         |         |      |    |                 |
| Haroon Rasheed  | Karachi                         | 4       | 69   | 23,00           | 37* | 0    | 0   |       |         |         |      |    |                 |

### Sri Lanka
| Name                   | Innings | Runs | Batting Average | HS  | 100s | 50s | Overs | Maidens | Wickets | BBI  | 5W | Bowling Average |
| ---------------------- | ------- | ---- | --------------- | --- | ---- | --- | ----- | ------- | ------- | ---- | -- | --------------- |
| Anura Tennekoon (K)    | 1       | 59   | 59,00           | 59  | 0    | 1   |       |         |         |      |    |                 |
| Ajit de Silva          | 1       | 2    |                 | 2*  | 0    | 0   | 12    | 1       | 1       | 1/39 | 0  | 39.00           |
| Somachandra de Silva   | 2       | 7    | 7,00            | 6   | 0    | 0   | 20    | 1       | 3       | 3/29 | 0  | 23.66           |
| Stanley de Silva       | 1       | 10   | 10,00           | 10  | 0    | 0   | 20    | 2       | 2       | 2/36 | 0  | 27.00           |
| Roy Dias               | 2       | 75   | 37,50           | 50  | 0    | 1   |       |         |         |      |    |                 |
| Ranjan Gunatilleke     |         |      |                 |     |      |     | 9     | 1       | 0       |      | 0  |                 |
| Sunil Jayasinghe (wk)  | 1       | 1    | 1,00            | 1   | 0    | 0   |       |         |         |      |    |                 |
| Ranjan Madugalle       | 1       | 4    | 4,00            | 4   | 0    | 0   |       |         |         |      |    |                 |
| Duleep Mendis          | 2       | 78   | 39,00           | 64  | 0    | 1   |       |         |         |      |    |                 |
| Tony Opatha            | 1       | 18   | 18,00           | 18  | 0    | 0   | 17.1  | 1       | 3       | 3/31 | 0  | 20.66           |
| Sudath Pasqual         | 2       | 24   | 24,00           | 23* | 0    | 0   | 4.4   | 0       | 0       |      | 0  |                 |
| Bandula Warnapura (vK) | 2       | 38   | 19,00           | 20  | 0    | 0   | 19    | 0       | 1       | 1/47 | 0  | 77.00           |
| Sunil Wettimuny        | 2       | 83   | 41,50           | 67  | 0    | 1   |       |         |         |      |    |                 |

### West Indies
| Name               | Verein              | Innings | Runs | Batting Average | HS   | 100s | 50s | Overs | Maidens | Wickets | BBI  | 5W | Bowling Average |
| ------------------ | ------------------- | ------- | ---- | --------------- | ---- | ---- | --- | ----- | ------- | ------- | ---- | -- | --------------- |
| Clive Lloyd (K)    | Guyana              | 3       | 123  | 61,50           | 73*  | 0    | 1   |       |         |         |      |    |                 |
| Colin Croft        | Guyana              | 1       | 0    |                 | 0*   | 0    | 0   | 43    | 3       | 8       | 3/29 | 0  | 17.50           |
| Joel Garner        | Barbados            | 3       | 10   | 10,00           | 9*   | 0    | 0   | 47    | 2       | 8       | 5/38 | 1  | 21.50           |
| Gordon Greenidge   | Barbados            | 4       | 253  | 84,33           | 106* | 1    | 2   |       |         |         |      |    |                 |
| Desmond Haynes     | Barbados            | 4       | 144  | 36,00           | 65   | 0    | 1   |       |         |         |      |    |                 |
| Michael Holding    | Jamaika             | 1       | 0    | 0,00            | 0    | 0    | 0   | 41    | 5       | 8       | 4/33 | 0  | 13.25           |
| Alvin Kallicharran | Guyana              | 3       | 54   | 18,00           | 39   | 0    | 0   |       |         |         |      |    |                 |
| Collis King        | Barbados            | 3       | 132  | 44,00           | 86   | 0    | 1   | 32    | 2       | 2       | 1/36 | 0  | 64.00           |
| Deryck Murray (wk) | Trinidad and Tobago | 2       | 17   | 8,50            | 12   | 0    | 0   |       |         |         |      |    |                 |
| Viv Richards       | Leeward Islands     | 4       | 217  | 108,50          | 138* | 1    | 0   | 18    | 0       | 3       | 3/52 | 0  | 29.00           |
| Andy Roberts       | Leeward Islands     | 3       | 8    | 4,00            | 7*   | 0    | 0   | 39.3  | 6       | 7       | 3/43 | 0  | 21.28           |